# Micromasiphya curta
Micromasiphya curta là một loài ruồi trong họ Tachinidae.